# Overisning
Overisning er is, der opbygger sig på et skibs overbygning.
Overisning kan være et stort problem, da skibets stabilitet forringes i væsentlig grad, af den tilføjede vægt. Det betyder at skibets tyngdepunkt hæves og metacenterhøjden (GMt) dermed bliver mindre, det vil om bord mærkes som en forøgelse af skibets rulleperiode, altså skibet vil begynde at rulle langsommere.
Da skibets stabilitet forringes, kan det i værste tilfælde betyde, at skibet kæntrer og går ned. Derfor vil alle tilgængelige kræfter sættes ind med is-køller, for at få isen banket af.
I vinterens farvandsudsigter fra DMI vil Marinestaben advare om en eventuel risiko for overisning.

## Findes også i luftfarten
Luftfartøjer påvirkes tillige væsentligt af overisning og man vil derfor opleve at fly "de-ices" med en særlig væske om vinteren.

## Yderligere information
Fyrskibet.dk billede af overisning

Billede af et fly, der de-ices Arkiveret 30. maj 2010 hos  Wayback Machine